# Abducción (ufología)

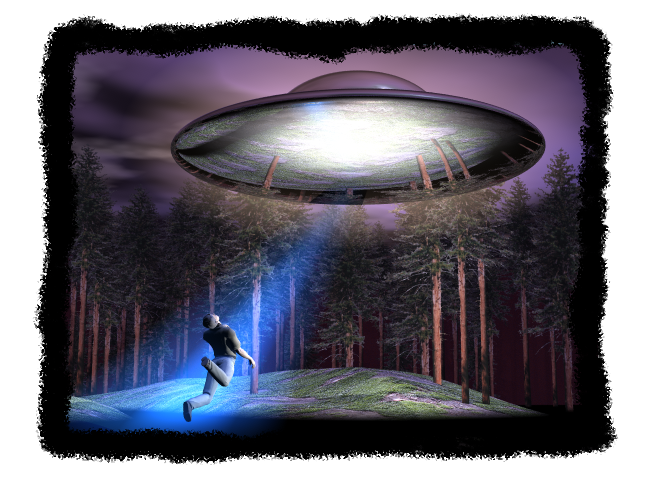
Reconstrucción de la presunta abducción de Travis Walton.

En el campo de la ufología  se llama abducción al acto en el cual uno o más seres extraterrestres toman a un ser vivo terrestre contra su voluntad, lo secuestran y lo llevan a algún sitio determinado, generalmente a su propia nave espacial.

## Descripción
Desde los años 1950, los relatos de abducciones suelen incluir la descripción de una sala semejante a un laboratorio en la cual los extraterrestres realizan algún tipo de experimento o investigación sobre el individuo secuestrado.
El relato (subjetivo) del secuestro suele incluir la idea de que el mismo estaría precedido por la pérdida de la voluntad y de la conciencia en el instante anterior al momento del transporte.[cita requerida]
Quienes refieren haber sido víctimas de una abducción aseguran que durante el rapto habrían padecido un lapso importante de «tiempo perdido», es decir, la sensación de haber pasado un tiempo prolongado, pero sin poder recordar casi nada de ese lapso transcurrido.
El interior de la nave a la cual serían conducidos los abducidos por lo general es descrito como una sala redonda, con cúpula, iluminada por una luz difusa que parece salir de las paredes y del suelo.
Tras ser retornados de la abducción, algunos comentan tener alguna anomalía en su organismo, tales como la presencia de objetos metálicos dentro del cuerpo.
Otros puntos en común serían:
- pesadillas reiterativas,
- cicatrices o marcas en el cuerpo de origen desconocido,
- sinagesia
- fobias repentinas a objetos, olores o ruidos.

## Consecuencias
La mayoría de los relatos son muy semejantes entre sí, a este respecto el folclorista Thomas E. Bullard realizó un estudio sobre 309 casos de este tipo, mostrando que siguen cierto orden y en el que destacan varios episodios clave:
1. Captura
2. Examen
3. Excursión o viaje a otros mundos
4. Teofanía
5. Regreso
6. Consecuencias

Si bien todos los elementos no aparecen en todos los casos, según él y sus propios criterios acerca de lo que se considera captura, examen, viaje, teofanía, regreso y consecuencias, hay un 84% de situaciones en los que el orden se cumple.

## Tiempo perdido
Una característica común a quienes alegan haber sido abducidos es la amnesia, llamada «tiempo perdido» en el argot que popularizó el escritor neoyorquino Budd Hopkins, autor del libro Missing time (‘tiempo perdido’), de 1981.
Esta amnesia casi siempre impide a los protagonistas recordar el meollo del incidente. Por ejemplo, una persona vive una situación extraña de una supuesta abducción o visita extraterrestre a una determinada hora. Más tarde, al mirar su reloj, ve que han pasado varias horas pero no recuerda bien qué ocurrió en ese lapso.

### Hipnosis
Lo ocurrido durante ese tiempo perdido supuestamente puede saberse mediante regresión hipnótica, mediante las cuales se somete al abducido a un estado de relajación en el que las imágenes que la memoria consciente se resiste a recordar afloran progresivamente.
Es muy posible que el abducido recuerde el principio del episodio: por ejemplo, una luz muy fuerte que le cierra el paso mientras viaja de noche en su automóvil; una estrella que cae del cielo y se posa en un prado cercano, donde se vislumbra un «platillo volador», un súbito paro de todos los sistemas eléctricos del automóvil, un tiempo perdido, unas horas en las que el sujeto no sabe dónde ha estado, etc.
Mediante la regresión hipnótica, profesionales como el hipnólogo estadounidense Leo Sprinkle, el hipnólogo estadounidense Berthold Schwarzy y el hipnólogo e ingeniero estadounidense James Harder, han conseguido obtener relatos de varios centenares de abducciones.
Este último investigador llegó a estudiar 104 casos, de los cuales un 39% eran varones y un 16% se trataba de niños acompañados de adultos.
El 50% eran personas en situación de desempleo o trabajadores no especializados, un 10% oficinistas y alrededor de un 5% estudiantes universitarios.
Según el autor esto «implica un nivel ocupacional o educativo relativamente elevado».
La mayoría de los relatos son parecidos entre sí y suelen seguir el patrón de las historias difundidas y puestas de moda previamente por los medios de comunicación.
Hasta tal punto es así que, según dice el estudioso británico John Rimmeren en su obra The evidence for alien abductions (1984), basándose solamente en relatos bien documentados, ha podido construir un «modelo» de abducción, según el cual las personas abducidas (pertenecientes a ambos sexos, aunque con preponderancia del masculino) son seres humanos sanos, normales y no interesados particularmente por el problema ovni.
El escritor español Antonio Ribera, en su obra Secuestrado por extraterrestres (1981), escribe:

Los sujetos, por lo general, recuerdan el principio y el final del episodio, pero la parte central del mismo —la más importante— ha sido borrada de su mente consciente. Este borrado ha sido hecho sin duda mediante la hipnosis: se les ha impuesto un bloqueo para que no recuerden unas experiencias, que en ocasiones podrían resultar muy traumáticas. A. Ribera.

El problema es que la técnica de regresión hipnótica no es en absoluto fiable.
La hipnosis es un estado en el que el individuo es altamente sugestionable y está demostrado que no es fiable en absoluto a la hora de relatar recuerdos veraces.
Peor todavía, en estado de hipnosis se tiende a inventar recuerdos, con lo que la regresión hipnótica pasa de ser un argumento a favor a un argumento en contra de la tesis ufológica de las abducciones.

## Posibles explicaciones
Científicamente la explicación más plausible de las supuestas abducciones sucedidas durante el sueño es que los relatos surgen como explicación a episodios psicóticos o de parálisis del sueño o en sueños lúcidos no controlados.[cita requerida]
En general las alucinaciones que se tienen durante la parálisis del sueño, serían sueños con algunas de las características de los sueños lúcidos, que se perciben reales mientras sucede el fenómeno; pero que sin embargo al despertar las personas que creen haber sido víctimas, recuerdan el hecho como real, llegando incluso a reconocerlo como un acontecimiento vivido realmente durante el resto de sus vidas.[cita requerida]
En relación con los casos de quienes relatan haber sido abducidos mientras caminaban, trabajaban, o incluso cuando conducían su automóvil (como es el caso de los célebres Betty y Barney Hill) se explicarían por el papel de las influencias culturales.
Esta explicación se basa en que los relatos de abducciones se han incrementado después de que las historias sobre extraterrestres y las abducciones empezasen a aparecer en el cine y la televisión.
La historia de los Hill fue popularizada por el periodista John G. Fuller, dando comienzo a una era de supuestas abducciones que seguían un patrón similar al descrito por los Hill, hoy en día asumido culturalmente.
Esto dificulta el trabajo de los ufólogos, ya que deben descartar los casos en los que se demuestra que la «víctima» sólo tuvo un episodio paranoico, por lo que resulta más complicado dar con casos en los que aparentemente sí sucedió un rapto real.
En cualquier caso, la posibilidad de «episodio paranoico» es anecdótico: no es necesario en absoluto sufrir algún tipo de inestabilidad mental para sufrir episodios de parálisis de sueño y autoconvencerse de haber sido raptado por algún tipo de entidad.[cita requerida]
En realidad, los episodios de parálisis de sueño no dan lugar sólo a interpretaciones del tipo abducción, también son interpretados como visitas de ángeles, posesiones demoníacas.
Igualmente, muchos de los individuos que dicen haber sido secuestrados, se les ha hecho recordar el supuesto suceso mediante hipnosis, lo cual puede permitir que el individuo sea sugestionado o autosugestionado mediante hipnosis, induciéndole, voluntaria o involuntariamente, falsos recuerdos.[cita requerida]

## Presuntos casos de abducción

### Abducciones en la antigüedad

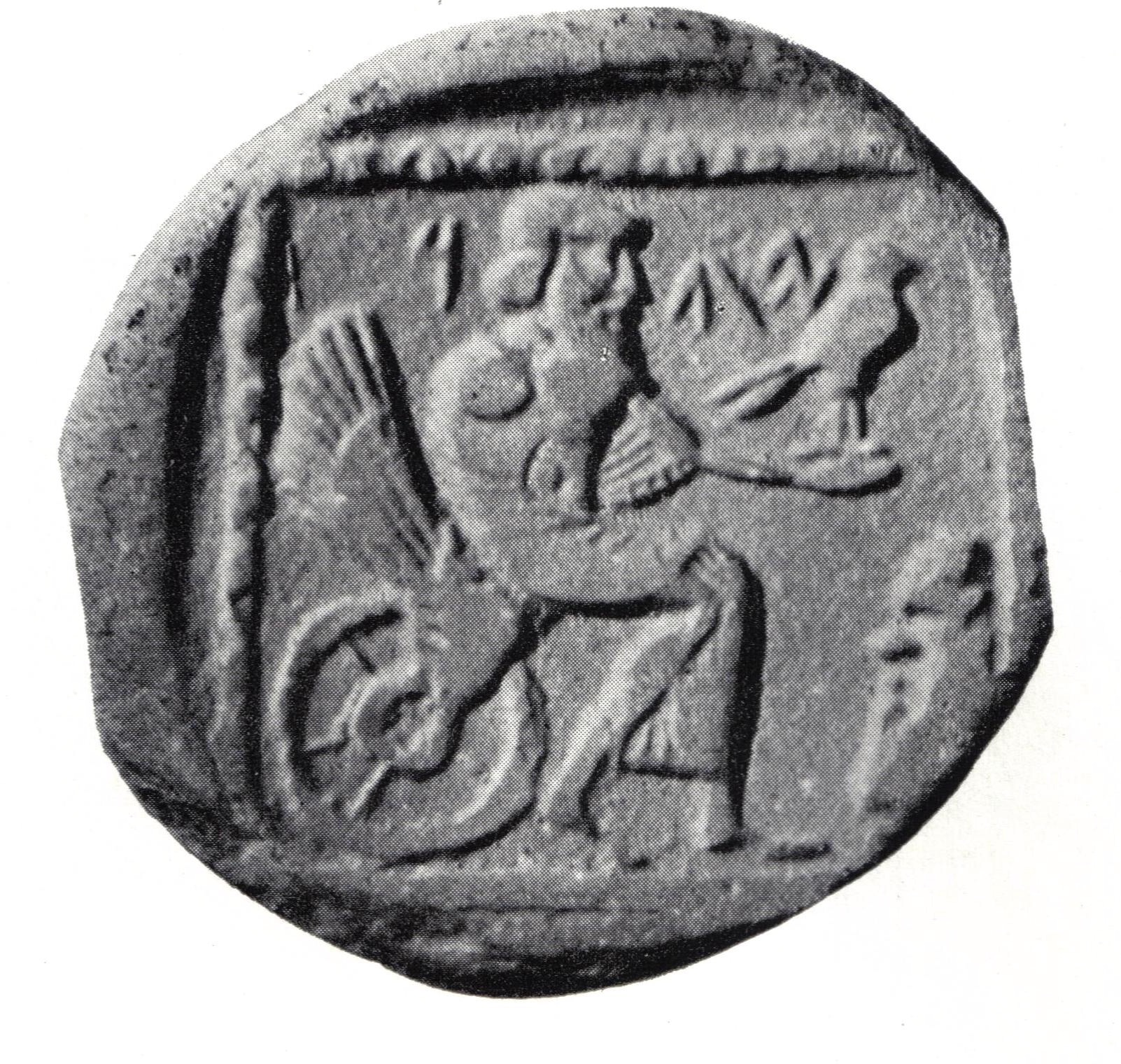
Dracma fenicio del siglo IV a. C., actualmente en poder del Museo Británico (Londres).

Así, hay creyentes en el fenómeno de la abducción, que igualmente afirman también que varios personajes de la antigüedad, tales como algunos personajes indicados en relatos bíblicos y pre-bíblicos habrían sido abducidos en supuestas «nubes» o carros de fuego a través los cuales «ascendieron a los cielos».
El caso del profeta Ezequiel, o de Elías (ascendiendo al Cielo a través de un carro de fuego que provenía del cielo), o incluso Jesucristo (subiendo al cielo a través de una nube) hace lanzar a algunos ufólogos la idea de que el fenómeno no es solamente actual, sino que existió a través de los años, incluso en la más remota antigüedad.
Frente a estos argumentos, los críticos, la comunidad científica y los escépticos indican que la hipótesis de la abducción no deja de ser una explicación ad hoc, ya que las nubes y carros de fuego podrían ser metáforas para un relato religioso y no hay ninguna evidencia de que esos relatos deban ser interpretados de otra manera. Desde el punto de vista historiográfico además se trataría de hipótesis argumento desde la ignorancia, pues los que realizan tales interpretaciones ufológicas ignoran a qué se refieren esas historias, el significado de tales imágenes en la cultura y cosmovisión de los autores. Ezequiel, por ejemplo, describe un típico carro-trono adornado con querubines, al más puro estilo fenicio, tal cual es representado en relieves y monedas de la época, solo que de enormes dimensiones dada la importancia del dios que está sentado en él.

### El caso de los Hill
Este famoso caso popularizó las historias de abducciones. 
El caso comenzó cuando la pareja avistó un objeto que no identificaron cuando volvían de madrugada a casa, el 19 de septiembre de 1961.
Según el relato, Barney Hill habría observado el objeto con prismáticos y le pareció ver formas humanoides a través de las ventanillas, lo que le hizo pensar que se trataba de un avión.
Betty, en cambio, dice que en ese momento estaba convencida de que era un platillo volador, e hizo llamadas durante los días siguientes a la Base de la Fuerza Aérea de Pease para informar de lo que había visto, y se compró y leyó varios libros sobre platillos volantes.
También escribió al autor de uno de ellos (Donald E. Keyhoe) relatándole lo que había vivido.
En ninguna de esas cartas ni en las llamadas que hizo habló nunca de ninguna abducción.
Estas salieron a la luz unos tres años después, cuando la pareja se sometió a tratamiento por el psiquiatra Benjamin Simon y narraron la abducción, describiendo al que sería el prototipo de extraterrestre durante las décadas siguientes.
Durante los años setenta la historia de los Hill se popularizó y se filmó una película sobre el tema.
Después de la emisión de la película, los relatos sobre abducciones se multiplicaron: en los treinta años precedentes a 1978 (año de emisión de la película) se habían constatado cincuenta abducciones, todas declaradas después de la de los Hill, y durante los dos años siguientes a la emisión se declararon cien.[cita requerida]
Sobre esto, los creyentes afirman que todas las posteriores denuncias de abducción no serían inventadas solo por el hecho de que la gente podría haber tenido anteriormente la posibilidad de haber visto o escuchado la historia de los Hill y sus repercusiones.

#### La descripción de Betty
La descripción que Betty hizo de los extraterrestres incluía, entre otras cosas, unos ojos «envolventes», algo nada frecuente en la ufología de la época, pero lo significativo de la descripción es que, doce días antes de dar esa descripción (bajo hipnosis), en la serie televisiva de ficción Más allá del límite habían aparecido unos extraterrestres similares a los de la descripción.
Betty también describió que en la nave le habían mostrado un mapa estelar, que consistía en una representación tridimensional que había visto a una distancia de alrededor de un metro.
Tras las sesiones de hipnosis la animaron a dibujarlo: consistía en 26 posiciones correspondientes a estrellas.
El trabajo de interpretarlo se lo tomó Marjorie Fish, una profesora de básica de 34 años (en 1966) aficionada a la astronomía.
Utilizó bolas colgadas del techo de una habitación para representar las estrellas, y suponiendo que las esferas más grandes correspondían a las estrellas Zeta Reticuli 1 y 2, de donde supuestamente procederían los extraterrestres.
Al final encontró una configuración que le pareció adecuada para identificar quince de las estrellas, pero suele obviarse que no fue capaz de encontrar una ubicación para las otras once.
En realidad, para una configuración tridimensional dada de puntos, existen literalmente millones de configuraciones posibles dependiendo del punto de vista sobre el conjunto: pueden hallarse multitud de interpretaciones posibles.
Existe la creencia de que se descubrió que ζ Reticuli era doble después de 1961, cuando supuestamente le fue revelado a Betty por los extraterrestres.
En realidad, basta con echar un vistazo al catálogo SIMBAD, buscar ambas componentes (ζ Reticuli 1 y ζ Reticuli 2) y realizar una búsqueda de referencias en un amplio rango para ver que ambas están referenciadas en la literatura especializada por lo menos desde 1950.
El científico estadounidense Carl Sagan, manifestó que el mapa dibujado por Betty no mostraba muchas semejanzas con el real y que pudiendo elegir un gran número de estrellas viéndolas desde cualquier punto de la Tierra, se puede encontrar parecido, con casi cualquier mapa que se dibuje, más incluso si este incluye líneas entre puntos como el de los Hill.
Por tanto, concluye Sagan, el mapa no es una prueba extraordinaria válida para tal afirmación extraordinaria.

### Otros casos de abducción
- 1957: Abducción de Antonio Villas Boas
- 1973: Abducción de Pascagoula
- 1975: Abducción de Travis Walton
- 1970-1980: Abducciones de Whitley Strieber
- Encontrará más casos en la lista de Wikidata

## Presuntos seres
Varias entidades no humanas han sido descritas por personas que afirman haber sido abducidas, la mayoría grises.

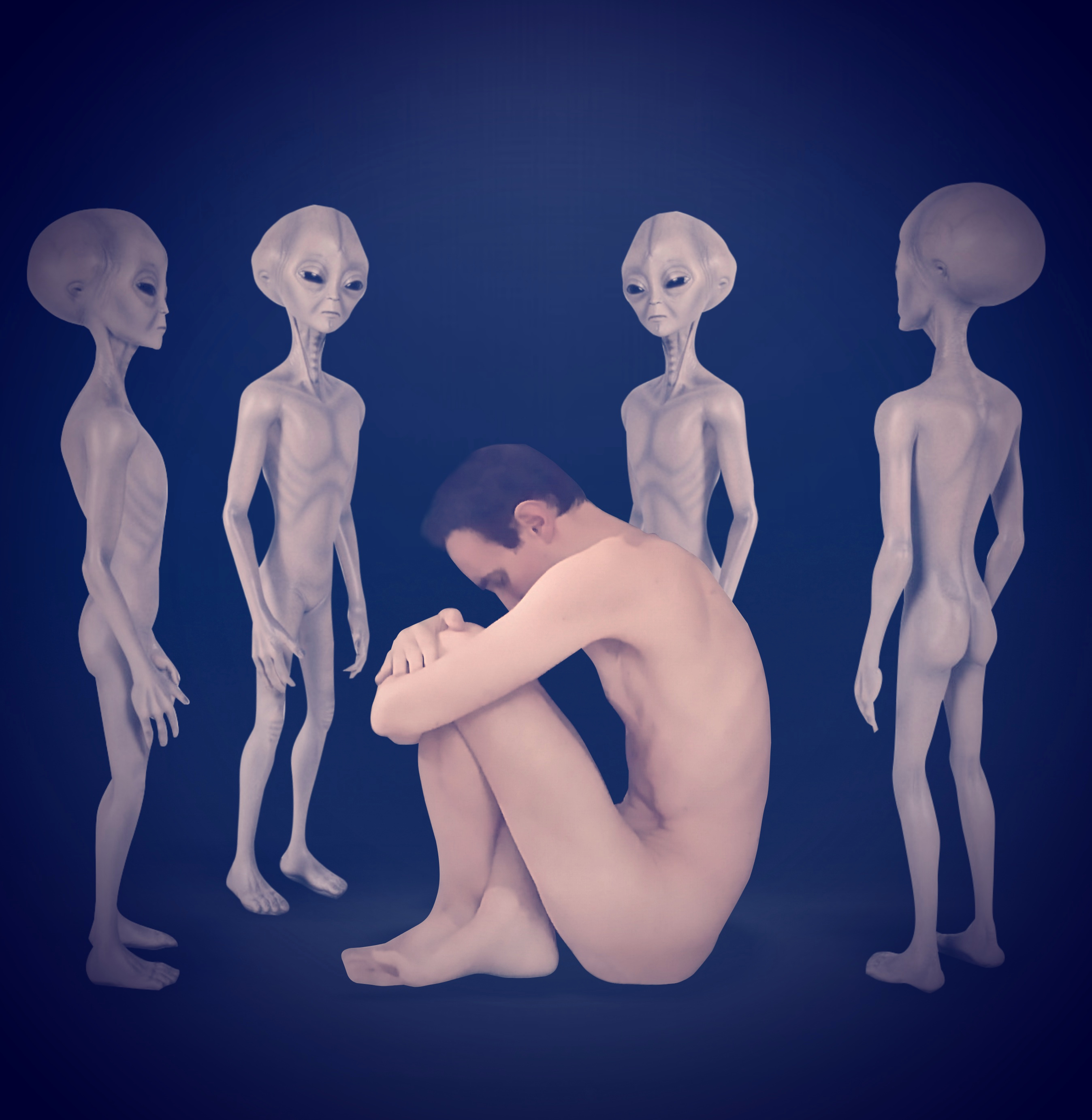
Grises, de los que existen varios subtipos, incluidos los más altos[11][12] - son los alienígenas más comúnmente asociados con las supuestas abducciones alienígenas.[13][14] Varios abducidos los describen como aparentemente carentes de empatía.
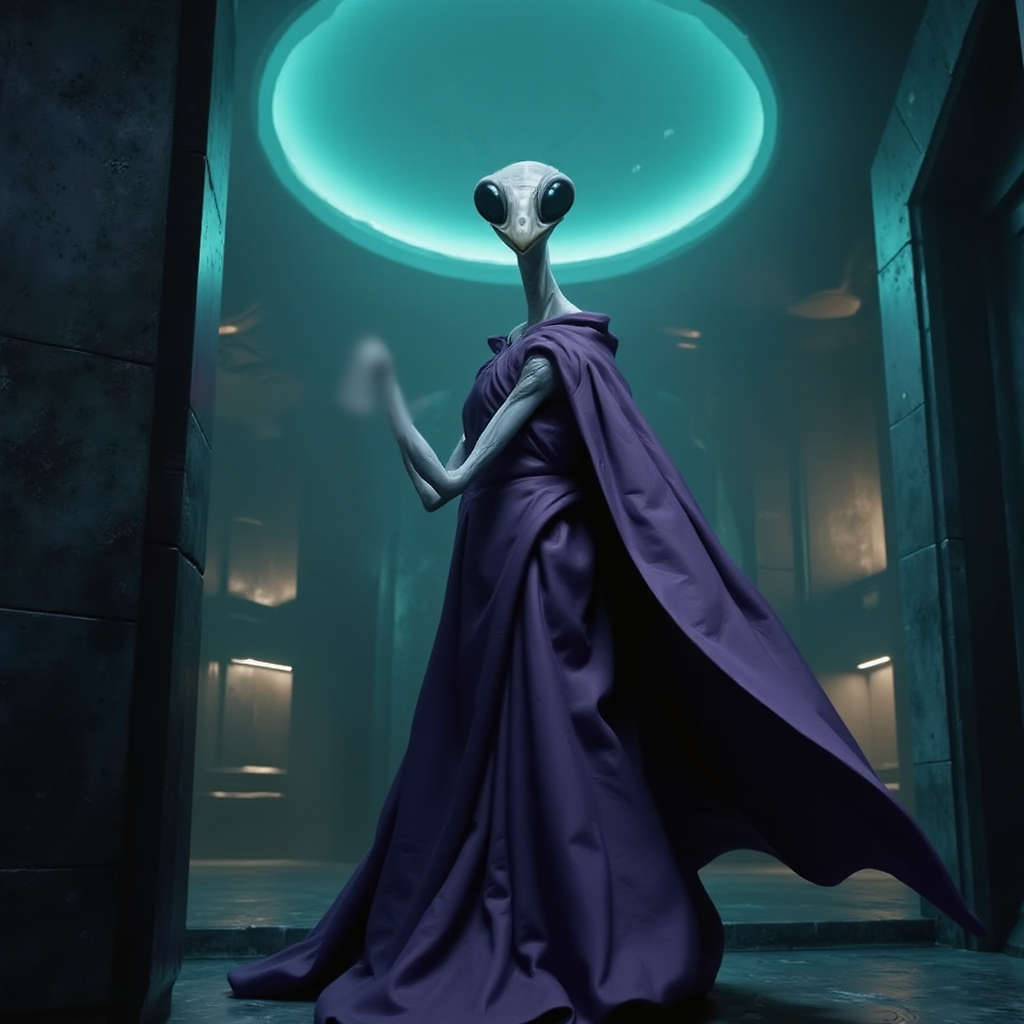
Los «mantidianos» (ilustrados a grandes rasgos)  han sido descritos por muchos abducidos por alienígenas.[16][11][17][18][19][20][21][22][23][24] Varios abducidos los describen como más al mando que los grises.
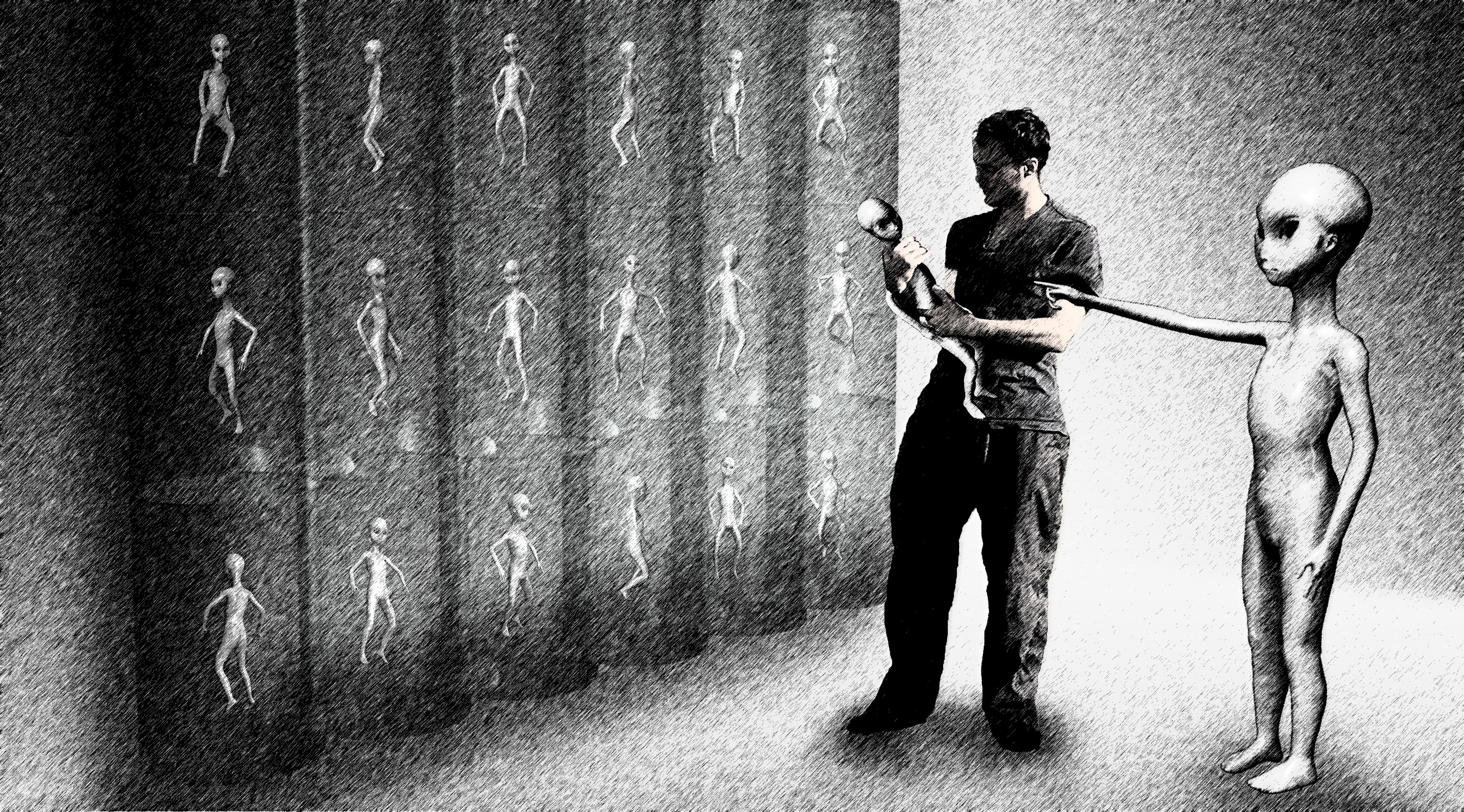
Los secuestrados informan con frecuencia de seres híbridos humano-alienígenas, especialmente bebés.